# 槇原航太
槇原 航太（まきはら こうた、1984年9月11日 - ）は、日本の元ラグビー選手。

## プロフィール
- 京都府出身[1]。
- ポジションはフランカー(FL)。
- 身長 186cm、体重 99kg
- 関西代表に選ばれたことがある[2]。

## 来歴
2003年、立命館宇治高校卒業後、立命館大学に入る。
2007年、立命館大学卒業後、トヨタ自動車ヴェルブリッツに加入。
2008年12月14日に行われたジャパンラグビートップリーグ第9節の福岡サニックスブルース戦に途中出場で公式戦初出場を果たした。
2018年、現役を引退した。